# Državni terorizam
Državni terorizam označava djelovanje države protiv druge države ili protiv svojih pučana koje se u svojim načinima ne razlikuje od djelovanja klasičnog terorizma.
Primjeri su bombaški napadi, sabotaže, atentati na neistomišljenike ili otmice koji se čine - u pravilu suprotno pozitivnim pravnim propisima države, kao i odredbama međunarodnog prava. 
Državni terorizam može se vršiti na vlastitome teritoriju kao i na području drugih država. 
Teroristička država teritorijalno je odvojen politički entitet koji koristi silu i nasilje protiv svojih građana, drugih država ili njihovih građana s namjerom zastrašivanja ili prisiljavanja te bezrezervnoga prihvaćanja njezine ideologije, i na taj način želi postići dominantan položaj u svijetu ili postići stalni ostanak na vlasti u svojoj zemlji. 

## Primjeri

### Nasilje u monarhističkoj Jugoslaviji
- Ubojstvo prosvjednika na Jelačićevom trgu/ Prosinačke žrtve 5. prosinca 1918.
- Ranjavanje Ivana Pernara i Ivana Granđe, smrtno ranjavanje Stjepana Radića i ubojstva Đure Basarička i Pavla Radića zastupnika HSS-a u atentatu u Narodnoj skupštini 1928. godine; ubojstvo Milana Šufflaya 1931. godine.
- U prvih deset godina jugoslavenske države 24 političke smrtne osude, 600 poltičkih ubojstava, 30.000 političkih uhićenja, 3.000 političkih emigranata.[2][3] Protiv velikosrpskog rasizma su prosvjedovali svjetski uglednici kao Albert Einstein, Heinrich Mann, Theodore Dreiser, John Dos Pasos, Andre Gide i ini.

### Nasilje u NDH
- Logori
- Masovna progranjanja i zatvaranje političkih neistomišjenika
- Masovna proganjanja, zatvararanja, ubijanja prema rasnoj, vjerskoj i nacionalnoj pripadnosti

### Nasilje u SFRJ i SR Jugoslaviji
- Ubojstva, masovne i tajne grobnice disidenata koja je organizirala i izvršila tajna služba bivše SFRJ UDBA, a poslije i RDB SRJ i RS. Izvan granica Hrvatske njih više od 70, unutar Hrvatske broj ubijenih nikad nije utvrđen.[4][5][6][7][8]
- crveni teror
- totalitarizam
- Policijsko nasilje
- Operacija pod lažnom zastavom
- Mučenje